# Кајл Корвер
Кајл Елиот Корвер (енгл. Kyle Elliot Korver; Парамаунт, Калифорнија, 17. март 1981) амерички је кошаркаш. Игра на позицијама бека и крила, а тренутно је без ангажмана. Изабран је у 2. кругу (51. укупно) НБА драфта 2003. од стране Њу Џерзи нетса. Корвер држи рекорд NBA лиге по броју узастопних утакмица (127) на којима је погодио барем један шут за три поена.

## НБА каријера
Изабран је као 51. избор НБА драфта 2003. од стране Њу Џерзи нетса. На сам дан драфта, Корвер је мијењан у Филаделфију севентисиксерсе у замену за новац. У сезони 2004./05. Корвер је био изједначен на првом мјесту, заједно с Квентином Ричардсоном, по броју постигнутих тројки у сезони, пошто су обојица су постигли 226 тројки. Ово Корверово остварење је уједно и рекорд Севентисиксерса по броју постигнутих тројки у једној сезони. 24. фебруара 2006, у утакмици с Милвоки баксима, Корвер је постигао учинак каријере од 31 поена. 26. децембра 2007. Корвер је мењан у Јуту џез у замјену за Гордана Гиричека и будући избор првог круга на драфту. У лето 2010. Корвер је постао слободан играч, а током прелазног рока с Чикаго булсима потписао је трогодишњи уговор вредан 15 милиона америчких долара.

## Успеси

### Појединачни
- НБА Ол-стар утакмица (1): 2015.
- НБА спортска личност године (1): 2014/15.